# Censura en Corea del Norte
La República Popular Democrática de Corea (RPDC), mayormente conocida como Corea del Norte, y algunas veces como Norcorea, se caracteriza por tener un alto grado de censura,[cita requerida] derivado de la inexistencia de libertad de conciencia y de prensa, al igual que algunos otros países. Debido a esto, frecuentemente suele ocupar los últimos puestos en el Índice de Libertad de Prensa Mundial (Worldwide Press Freedom Index), elaborado y publicado anualmente por la ONG francesa, Reporteros sin Fronteras.
En dicho informe, entre 2002 y 2006 el país ocupó el último puesto. Y en 2007 ocupó el penúltimo lugar entre 169 naciones, por delante del estado africano de Eritrea.
Estrictamente, todos los medios de comunicación de masas se hallan en manos del Estado y son controlados por el gobierno de Corea del Norte. Todos ellos difunden la información que toman de la Agencia Central de Noticias del país. Los medios locales dedican una gran parte de su tiempo y recursos a la propaganda y al adoctrinamiento político de forma masiva, así como a la exaltación del culto a la personalidad del líder supremo del país, Kim Jong-un. Incluso, como si se tratara de una religión, se exalta permanentemente la figura de su difunto abuelo, el Presidente Eterno Kim Il-sung, fundador de Corea del Norte y del régimen político actualmente vigente. Su difunto padre, Kim Jong-il, también es exaltado permanentemente.
La prensa estatal norcoreana está estrictamente regulada por el gobierno y, frecuentemente, realiza acusaciones cargadas de retórica ideológica contra el mundo occidental en general, la cristiandad, Japón, Corea del Sur, y sobre todo, los Estados Unidos.
Por ejemplo, los medios norcoreanos permanentemente acusan a Estados Unidos de haber iniciado la guerra de Corea (1950-1953), cuando se sabe que, en realidad, fue Corea del Norte -desde 1948 bajo el mando de Kim Il-sung- la que premeditadamente invadió a su vecino del sur, con el entonces “visto bueno” o beneplácito de Iósif Stalin. Esto además ha sido corroborado por los archivos soviéticos desclasificados luego del colapso de la Unión Soviética a fines de 1991.

## Censura radial y televisiva
Los pocos modelos de televisores y receptores de radio que se pueden adquirir en Corea del Norte están configurados para recibir exclusivamente las frecuencias gubernamentales. Además están sellados con una etiqueta para prevenir la apertura y eventual modificación de los equipos. De hecho, es una seria ofensa penal manipular los receptores para tratar de recibir programación extranjera, en particular la de procedencia surcoreana. En una campaña llevada a cabo en 2003 por el Partido del Trabajo de Corea, el jefe de cada célula partidaria en los diferentes pueblos y barrios de las ciudades más grandes, recibió instrucciones de verificar la presencia de los sellos en todos los receptores radiales.
Además, como Corea del Norte y Corea del Sur usan diferentes sistemas de televisión (el alemán PAL y el estadounidense NTSC respectivamente), resulta imposible que los norcoreanos puedan ver clandestinamente las transmisiones televisivas de su vecino del sur. No obstante, se ha llegado a informar que es posible recibir transmisiones desde China.[cita requerida]
Por otro lado, y según el periódico Daily NK, es posible transmitir noticias hacia Corea del Norte a través de radios de onda corta. Por lo tanto la posesión de receptores de este tipo es directamente ilegal en el país. No obstante, existen algunas denuncias de radios confiscadas y revendidas por parte de agentes corruptos de la policía política del régimen.
El estudio "Una apertura silenciosa: los norcoreanos en un ambiente de información cambiante" encargado por el Departamento de Estado de los Estados Unidos, llevado a cabo por InterMedia y publicado el 10 de mayo de 2012, muestra que a pesar de las estrictas regulaciones y dracónicos castigos, los norcoreanos, en especial los de la élite, tienen un creciente acceso a noticias y otras informaciones que no provienen de los medios de comunicación estatales autorizados por el gobierno. Mientras que el acceso a Internet está estrictamente controlado, la radio y los DVD son usualmente utilizados y en zonas fronterizas, la televisión. En el ámbito urbano, uno de cada dos hogares posee un Notel (llamado también Notetel), un reproductor multimedia portátil de fabricación china que se ha vuelto popular en Corea del Norte desde el 2005 y fue legalizado en 2014, atribuyéndosele el facilitar la expansión de la Ola coreana (Hallyu, o el incremento de la popularidad de la cultura pop surcoreana a nivel internacional) en Corea del Norte.
En noviembre de 2021 se informó de la condena a muerte de un hombre que contrabandeó copias de la serie surcoreana de Netflix El juego del calamar, mediante USB, y de la condena a trabajos forzados de 5 estudiantes de secundaria por ver la serie.

## Periodismo en Corea del Norte
Para ser periodista en Corea del Norte, una persona debe graduarse en una universidad. Después de una revisión ideológica y un estricto control de antecedentes, el estudiante es reclutado por el decano de la universidad y los administradores. El periodista reclutado normalmente pasa por un período de prueba de 4 a 5 años, para luego asignarle un puesto tras un examen.
En Corea del Norte, el periodismo es un oficio para cuidar, defender y apoyar ideológica y teóricamente al partido y a su líder. Como su papel es definido como el de un activista político y un luchador capaz de movilizar a una multitud, un periodista norcoreano debe ser un verdadero kimilsungista y un ferviente activista político, además de tener espíritu de corresponsal de guerra y cualificación política. Los periodistas norcoreanos son continuamente reeducados.
La organización encargada de reeducar a los periodistas norcoreanos es la 'Alianza de Reporteros de Choson'. Es la organización más fuerte y más sistematizada entre las organizaciones de educación política para reporteros y periodistas. Por lo general la organización entrena intensivamente a los periodistas sobre filosofía, economía, política, historia universal, literatura universal, idiomas extranjeros, etc.
El mero hecho de contestar las contradicciones del sistema de Corea del Norte es considerado traición, siendo tratado como un gran problema porque esa persona no puede vivir en la sociedad norcoreana. Más del 70% de las noticias de la Agencia Telegráfica Central de Corea están dedicadas a loar a los Kim y a propaganda. El resto de las noticias son acusaciones contra y predicciones del colapso de Estados Unidos, Japón y Corea del Sur.
Los periodistas norcoreanos pasan su carrera escrbiendo artículos de alabanza sobre los Kim. Kim Jong-il solía castigar a las personas que escribían desde otro punto de vista, diciendo "Las palabras describen las ideas de uno".
Después de la reeducación, el periodista que trabajó por más de 15 años y realizó una importante contribución recibe el título de 'periodista distinguido'.

## Censura de internet
Por su parte, en 2006 la organización Reporteros sin Fronteras describió a Corea del Norte como "el peor agujero negro del internet", y la ubicó entre los principales "13 enemigos del Internet".
El acceso a Internet no está ampliamente disponible en Corea del Norte. Solamente unos pocos oficiales del gobierno tienen acceso a Internet mediante el alquiler de una conexión chino-norcoreana. En algunas universidades está disponible un pequeño número de computadoras conectadas a Internet y estrictamente monitoreadas. El resto de la población solamente tiene acceso al intranet nacional, llamado Kwangmyong. Los extranjeros pueden acceder a internet a través de la red de telefonía móvil 3G.
El acceso a Internet está restringido a la élite del régimen y a estudiantes universitarios seleccionados. El estado ha creado su propio intranet sustituto - pero incluso esta red está restringida a ciertas escuelas de élite, institutos de investigación seleccionados, universidades, fábricas y personas privilegiadas. Además, el intranet es filtrado por el Centro de Computación de Corea, que asegura el acceso a información "aceptable" a través de la red.
Por otro lado, la página web oficial naenara.com.kp/sp ya dispone del código de Internet correspondiente a Corea del Norte y se muestra alojada como tal en un servidor norcoreano del cual se dispone de muy poca información. Anteriormente www.naenara.kp/sp Archivado el 31 de agosto de 2013 en Wayback Machine. en realidad se encontraba alojada en un servidor situado en Alemania.